# ViaMobilidade Linhas 8 e 9
ViaMobilidade Linhas 8 e 9 es una empresa brasileña. Pertenece al Grupo CCR y es responsable de la operación, mantenimiento e inversión en las líneas 8-Diamante y 9-Esmeralda del Tren Metropolitano de São Paulo por 30 años (2022/2052), gracias a un contrato de concesión público-privada en asociación con el gobierno del estado de São Paulo. En conjunto, las líneas 8 y 9 cuentan con 42 estaciones activas y 78.9 kilómetros de extensión de malla ferroviaria.
Además de CCR, el consorcio también tiene como inversor a RuasInvest, brazo de uno de los más tradicionales grupos de omnibuses que operan en la ciudad de Sao Paulo. Las dos empresas también gerencia la línea 5-Lila y la futura línea 17-oro por medio de ViaMobilidade Linhas 5 e 17 y la Línea 4-Amarilla por medio de ViaQuatro.